# 金谷範三
金谷 範三（かなや はんぞう、1873年4月24日 - 1933年6月6日）は、日本陸軍の軍人。最終階級は陸軍大将。

## 経歴
大分県国東郡高田町（後・西国東郡高田町、現・豊後高田市）出身。医師、金谷立基の二男として生れる。涵養学舎（高田町草地、鴛海量容（米岳）門下）、成城学校を経て、1894年7月、陸軍士官学校（5期）を卒業、同年9月、歩兵少尉に任官され、日清戦争では歩兵第3連隊付として出征した。1901年11月、陸軍大学校（15期）を優等で卒業。歩兵第3連隊中隊長、参謀本部出仕、陸大教官を歴任。日露戦争では、第2軍参謀として出征した。
陸大教官、ドイツ大使館付武官補佐官、参謀本部員、陸大教官、オーストリア大使館付武官、歩兵第57連隊長、参謀本部作戦課長などを歴任。1918年6月、陸軍少将に進級し、支那駐屯軍司令官、参謀本部第1部長などを経て、1922年8月、陸軍中将に進級。第18師団長、参謀本部次長、陸軍大学校長、朝鮮軍司令官などを歴任。1928年8月、陸軍大将に進み、軍事参議官、参謀総長を歴任。
参謀総長在任中、満洲事変が生起し南次郎陸相と共に関東軍に事後追認という形で引きずられることとなった。1931年12月、再度、軍事参議官となり、在任中に死去。
参謀総長当時、真崎甚三郎を毛嫌いしていたという。真崎の台湾軍司令官赴任に極力反対していたものの、軍中堅幹部の働きかけもあり、最後には赴任を認めた。

## 栄典
位階
- 1894年（明治27年）10月26日 - 正八位[3]
- 1922年（大正11年）9月11日 - 従四位[4]
- 1924年（大正13年）12月1日 - 正四位[5]
- 1927年（昭和2年）12月15日 - 従三位[6]
- 1931年（昭和6年）1月16日 - 正三位[7]
- 1933年（昭和8年）6月6日 - 従二位[8]

勲章
- 1906年（明治39年）4月1日 - 勲四等旭日小綬章・功四級金鵄勲章・明治三十七八年従軍記章[9]
- 1914年（大正3年）5月16日 - 勲三等瑞宝章[10]
- 1915年（大正4年）11月7日 - 旭日中綬章・大正三四年従軍記章[11]

外国勲章佩用允許
| 受章年                   | 国籍           | 略綬 | 勲章名                               | 備考 |
| ------------------------ | -------------- | ---- | ------------------------------------ | ---- |
| 1915年（大正4年）1月25日 | ブルガリア王国 |      | 3等聖アレクサンダル勲章              |      |
| ？                       | フランス共和国 |      | レジオンドヌール勲章グラントフィシエ |      |
| ?                        | 中華民国       |      | 二等嘉禾勲章                         |      |

## 親族
- 娘婿 丸山政男陸軍中将